# 毛利友美
毛利友美（もうり ゆみ、1957年8月30日 - ）は、東京都出身のヴァイオリニストである。

## 経歴

### 幼少時代
4歳からヴァイオリンを始めた。1965年、桐朋学園子供のための音楽教室に入り、1968年から江藤俊哉、江藤アンジェラ夫妻に師事し、小学生6年生の時、1969年の第23回全日本学生音楽コンクール東京大会小学生の部で第2位を受賞した。

### 高校・大学時代
1973年、桐朋女子高等学校音楽科に入学、1974年、第43回日本音楽コンクールで第2位を受賞した。1976年、桐朋学園大学に進み、この年の第45回日本音楽コンクールで第1位、レウカディア賞を受賞し、さらに海外派遣コンクールで特別表彰を受けた。1977年、パガニーニ国際コンクールに出場し第3位を獲得した。1980年、民音コンクール室内楽部門にデュレ弦楽四重奏団のメンバーとして出場し第1位を受賞、1981年、同大学研究科を修了した。

## 演奏活動
1976年の日本音楽コンクール優勝後から日本のオーケストラと共演し、フェリックス・アーヨ、アイザック・スターンなどと共演もした。